# Всеобщие выборы в Гватемале (1873)
Всеобщие выборы в Гватемале проходили в ноябре 1873 года. Они стали первыми в истории Гватемалы и проводились после прихода к власти временного президента Мигеля Гарсиа Гранадоса, который назначил выборы для избрания постоянного президента. В результате победил Хусто Руфино Барриос Ауйон, получивший 82 % голосов.

## Results
| Кандидат                           | Партия                             | Голоса | %     |
| ---------------------------------- | ---------------------------------- | ------ | ----- |
| Хусто Руфино Барриос Ауйон         | Либеральная партия                 | 6,570  | 82.43 |
| Мигель Гарсиа Гранадос-и-Савала    | Либеральная партия                 | 1,400  | 17.57 |
| Недействительных/пустых бюллетеней | Недействительных/пустых бюллетеней |        | –     |
| Всего                              | Всего                              | 7,970  | 100   |